# El Escorial (stacja kolejowa)
El Escorial (hiszp: Estación de El Escorial) – stacja kolejowa w El Escorial, we wspólnocie autonomicznej Madryt, w Hiszpanii. Jest obsługiwana przez pociągi linii C8 Cercanías Madrid.
Stacja jest obsługiwana przez Media Distancia Renfe (pociąg regionalny) do Santa María de la Alameda (trzy pociągi dziennie, od poniedziałku do piątku) i Ávila (trzy pociągi na dobę), do którego dochodzą połączenia regionalnych codziennie rano Od poniedziałku do piątku po południu i piątek między Madrytem-Atocha i Valladolid Campo Grande.
Stacja znajduje się w streie C1 Consorcio Regional de Transportes.